# Acrotriche plurilocularis
Acrotriche plurilocularis är en ljungväxtart som beskrevs av B.R. Jackes. Acrotriche plurilocularis ingår i släktet Acrotriche och familjen ljungväxter. Inga underarter finns listade i Catalogue of Life.